# Лесь, Сергей Олегович
Сергей Олегович Лесь  (род. 22 мая 1969 года, г. Крымск, Краснодарский край, СССР) — российский политический деятель,  глава муниципального образования Крымский район Краснодарского края с 9 июня 2017 года. Член партии «Единая Россия».

## Биография
С 1990 года – рабочий первого разряда, водитель 3 класса «Крымской передвижной механизированной колонны». Позднее работал на предприятиях «Крымскстром», «Август», «Крона», «Строительный дом», «Рембытмашприбор», ТОО ПКФ «ЛЛК» на различных должностях.
В 2005 году Лесь был избран депутатом совета Крымского городского поселения Крымского района первого созыва. Он возглавил комиссию по вопросам ЖКХ, транспорту и энергетики. С 2005 по 2012 годы руководил предприятием «Крымсккапстрой».
В 2006 году окончил Московский государственный университет технологий и управления по специальности «Экономика и управление на предприятии».
В 2009 году стал заместителем председателя Совета Крымского городского поселения Крымского района.  
В 2014 году занял пост первого заместителя главы Крымского района. 9 июня 2017 года избран на должность главы муниципального образования Крымский район.

## Награды
- Медаль «Атаман Антон Головатый» (2017 год)
- Медаль «За выдающийся вклад в развитие Кубани» II степени (2018 год)
- Знак отличия «За значительные заслуги перед Крымским районом» (2019 год)
- Почетная грамота Законодательного Собрания Краснодарского края (2019 год)